# آبی مایل به صورتی
آبی مایل به صورتی نمایشی است به نویسندگی و کارگردانی ساناز بیان که از ۶ آذر تا ۲۶ اسفند ۱۳۹۶ در تماشاخانه پالیز اجرا شد.

## موضوع
تئاتر آبی مایل به صورتی داستان تطبیق جنسیت در ایران را روایت می‌کند. منشأ نوشتن این نمایش بر می‌گردد به مادر ساناز بیان، الهام خاکسار که روزنامه‌نگار بود و در دهه ۷۰ با چند ترنس مصاحبه و گزارشی تهیه کرد. در این میان ترنسی بود که دفترچه خاطرات خود را در اختیار او قرار داد و این جرقه‌ای بود برای نوشتن در مورد ترنس جندر ها.